# Japanagromyza angulosa
Japanagromyza angulosa este o specie de muște din genul Japanagromyza, familia Agromyzidae, descrisă de Mitsuhiro Sasakawa în anul 2005. Conform Catalogue of Life specia Japanagromyza angulosa nu are subspecii cunoscute.